# Kil-Klasse (1918)
Die Kil-Klasse war eine Schiffsklasse von 85 bestellten und 55 gebauten Sloops der Royal Navy im Ersten Weltkrieg. Die vor Kriegsende noch fertig gestellten Schiffe kamen im Geleitdienst zum Einsatz. Nach dem Krieg wurden fast alle zu Küstenfrachtschiffen umgebaut.

## Entwicklung, Bau und technische Daten
Zur Abwehr der deutschen U-Boote benötigte die Royal Navy 1917 schnell geeignete Schiffe, die eine relativ hohe Geschwindigkeit aufweisen sollten und gleichzeitig schnell zu bauen waren. Als Ausstattung waren Hydrophone und Wasserbomben vorgesehen. Bei der Entwicklung lehnte sich die Marine an das Design der 24-Klasse an (deren Konstruktion auf der Flower-Klasse basierte, und von der 24 – daher der Name – gebaut wurden): Charakteristisch auch für die Kil-Klasse wurde der symmetrische Aufbau des Schiffes. Bug und Heck sahen identisch aus, die Aufbauten gruppierten sich um den mittschiffs angeordneten Schornstein. Dieses doppelendige Design und die bei allen Schiffen angebrachte Dazzle camouflage sollten dem Gegner die Einschätzung der Fahrtrichtung erschweren.
Für den Bau erhielten ab Juli 1917 die sechs Werften Smiths Dock Company, George Brown & Company, Hall, Russell & Company, Cochrane & Sons, Cook, Welton & Gemmell sowie Hawthorn, Leslie & Company die Bauaufträge. Um auf den Werften Platz für den Bau der Kil-Klasse zu erhalten, stornierte die Admiralität den Bau von 85 Marine-Trawlern der Strath-, der Castle- und der Mersey-Klasse. Die Neubestellungen wurden zunächst als „Schnelle Trawler“ bezeichnet und ab Januar 1918 als „Patrouillenkanonenboote“ eingestuft. Für den Bau der einzelnen Boote waren sechs Monate vorgesehen, so dass die Zulieferung an die Navy mit der ersten Kiellegung 1917 zügig erfolgen sollte. Die Namensgebung der Klasse wie der einzelnen Schiffe orientierte sich an schottischen und irischen Dörfern, die mit „Kil“ begannen.
Die Boote waren 55,50 Meter lang, 9,08 Meter breit und wiesen einen Tiefgang von 3,20 Meter auf. Die Konstruktionsverdrängung betrug 895 Tonnen. Als Antrieb diente eine Dreizylinder-Dreifach-Expansionsmaschine mit 1400 PS, die auf eine Schraube wirkte. Damit erreichten die Schiffe eine Geschwindigkeit von 13,0 Knoten. Als Bewaffnung trugen sie ein 4,0-Zoll-Geschütz (102 mm) und 12 Wasserbomben. Die Besatzung bestand aus 57 Mann.

## Verwendung der Boote
Die Auslieferung der ersten Boote erfolgte noch 1917, doch die meisten kamen erst in Dienst, als die Bedrohung durch deutsche U-Boote bereits nachgelassen hatte. Bis Kriegsende wurden 38 dieser Boote fertig gestellt. Über die Einsätze der einzelnen Boote liegen nur vereinzelte Informationen vor. So wurde etwa die HMS Kilkeel nach der Indienststellung im Mai 1918 zur Geleitsicherung eingesetzt. Dabei scheint sie vornehmlich an der Nahsicherung alliierter Geleite von und nach Gibraltar beteiligt gewesen zu sein.
Nach dem Ende des Krieges blieben die Boote noch bis 1920 in der Royal Navy, dann wurden fast alle verkauft und zu Küstenfrachtschiffen umgebaut. Die nach Kriegsende gebauten Schiffe wurden ohne Bewaffnung fertiggestellt und kamen direkt in den Verkauf. Die Royal Navy behielt einzig die HMS Kilmun, die sie zum Kabelleger umbaute und erst 1946 verkaufte. Im Zweiten Weltkrieg kaufte die Marine einige Schiffe zurück und verwendete sie für kleinere Aufgaben.
Wie fast alle Schiffe der Kil-Klasse wurde auch die HMS Kilkeel nach dem Ersten Weltkrieg außer Dienst gestellt und am 14. Februar 1920 verkauft. Käufer war die Reederei Robinson, Brown & Co. aus Newcastle. Diese erwarb nach dem Krieg den Großteil der Sloops der Kil-Klasse und ließ sie zu Frachtschiffen umbauen, die sie anschließend zum Teil weiterverkaufte. So erhielt etwa die Kilkeel nach dem Umbau den Namen Falconer und war nun mit 632 BRT bzw. 322 NRT vermessen. Die Besatzung bestand aus 18 Mann. Die Reederei unterhielt zahlreiche kleinere Frachter und betrieb damit vor allem Küstenschifffahrt. 1929 verkaufte die Reederei den Dampfer nach Portugal.

## Liste der Boote
| Name         | Bauwerft                     | Stapellauf         | Indienststellung  | Anmerkungen, Verbleib |
| ------------ | ---------------------------- | ------------------ | ----------------- | --- |
| Kilbeggan    | George Brown & Company       | 23. September 1918 | 1918              | 14. Februar 1920 verkauft an Robinson, Brown & Co. als Luckner; |
| Kilberry     | George Brown & Company       | 2. Juli 1918       | 1918              | 14. Februar 1920 verkauft an Robinson, Brown & Co. als Bolam; |
| Kilbirnie    | George Brown & Company       | 16. Mai 1919       | 1919              | 14. Februar 1920 verkauft an Robinson, Brown & Co., 6. September 1920 am Seven Stones Riff vor Land’s End, Cornwall, gestrandet; |
| Kilbride     | Hall, Russell & Company      | 21. August 1918    | 1918              | Am 13. Januar 1919 erfolgte eine Meuterei auf dem Schiff, bei der die Rote Fahne gehisst wurde; 14. Februar 1920 verkauft an Robinson, Brown & Co. als Scotsgab; |
| Kilburn      | Hall, Russell & Company      | 28. Mai 1918       | 1918              | 14. Februar 1920 verkauft an Robinson, Brown & Co. als Tarset; |
| Kilcavan     | Hall, Russell & Company      | 13. April 1918     | ?                 | einzig in der Navy List von 1918 aufgeführt; daher wahrscheinlich Irrtum und storniert; |
| Kilchattan   | Cook, Welton & Gemmell       | 13. April 1918     | 1918              | 14. Februar 1920 verkauft an Robinson, Brown & Co. als Benton; |
| Kilchreest   | Smiths Dock Company          | 8. Mai 1918        | 1918              | 14. Februar 1920 verkauft an Robinson, Brown & Co. als Harrogate; |
| Kilchrenan   | Smiths Dock Company          | 15. Januar 1918    | 1918              | 14. Februar 1920 verkauft an Robinson, Brown & Co. als Bombardier; |
| Kilchvan     | Cook, Welton & Gemmell       | 13. Juli 1918      | 1918              | 14. Februar 1920 verkauft an Robinson, Brown & Co. als Belsay; |
| Kilclaire    | Smiths Dock Company          | 14. Januar 1918    | 1918              | 14. Februar 1920 verkauft an Robinson, Brown & Co. als Stanhope; |
| Kilclief     | Cook, Welton & Gemmell       | 8. Oktober 1918    | 1919              | 14. Februar 1920 verkauft an Robinson, Brown & Co. als Tynehome; |
| Kilclogher   | Cook, Welton & Gemmell       | 24. Oktober 1918   | 1919              | 14. Februar 1920 verkauft an Robinson, Brown & Co. als Northener; |
| Kilcock      | Smiths Dock Company          | 27. April 1918     | 1918              | 14. Februar 1920 verkauft an Robinson, Brown & Co. als Spinner; |
| Kildalkey    | Cochrane & Sons              | 13. März 1918      | 1918              | 14. Februar 1920 verkauft an Robinson, Brown & Co. weiterhin als Kildalkey; 1920 weiterverkauft an Kerguelen Sealing & Whaling Co., 1937 bei Saldanha Bay gestrandet; |
| Kildangan    | Cochrane & Sons              | 15. März 1918      | 1918              | 14. Februar 1920 verkauft an Robinson, Brown & Co. als Bebside; |
| Kildare      | Cochrane & Sons              | 10. April 1918     | 1918              | 14. Februar 1920 verkauft an Robinson, Brown & Co. als Mitford; |
| Kildary      | Smiths Dock Company          | 1. November 1917   | 17. Dezember 1917 | 14. Februar 1920 verkauft an Robinson, Brown & Co. als Sorcerer; |
| Kildavin     | Smiths Dock Company          | 13. Februar 1918   | 1918              | 14. Februar 1920 verkauft an Robinson, Brown & Co. als Leeside; |
| Kildimo      | Smiths Dock Company          | 27. April 1918     | 1918              | 14. Februar 1920 verkauft an Robinson, Brown & Co. als Southener; |
| Kildonan     | Cochrane & Sons              | 11. April 1918     | 1918              | 21. November 1919 verkauft an Thornycroft als Watkin; |
| Kildorough   | Smiths Dock Company          | 16. November 1917  | 1917              | 14. Februar 1920 verkauft an Robinson, Brown & Co. als Wearmouth, 1939–1943 indische Hashemi, 1948 gesunken, gehoben und abgewrackt; |
| Kildorrey    | Smiths Dock Company          | 14. Februar 1918   | 1918              | 14. Februar 1920 verkauft an Robinson, Brown & Co. als Dempster; |
| Kildress     | Cochrane & Sons              | 13. April 1918     | 1918              | 21. November 1919 verkauft an Thornycrafr als Glynarthan; |
| Kildwick     | Cochrane & Sons              | 27. April 1918     | 1918              | 21. November 1919 verkauft an Thornycraft als Pengam, 1940 ind. Indira, 15. Dezember 1941 bei Luftangriff auf Hong Kong gesunken; |
| Kildysart    | Smiths Dock Company          | 11. Mai 1918       | 1918              | 14. Februar 1920 verkauft an Robinson, Brown & Co. als Embleton, 1940 ind. Indira; |
| Kilfenora    | Cochrane & Sons              | 14. Dezember 1917  | 1918              | 14. Februar 1920 verkauft an Robinson, Brown & Co. weiterhin als Kilfenora; 1920 weiterverkauft an Kerguelen Sealing & Whaling Co., 1940 bei Saldanha Bay gestrandet; |
| Kilfinny     | Cochrane & Sons              | 10. Mai 1918       | 1918              | 14. Februar 1920 verkauft an Robinson, Brown & Co. als Kenrhos; |
| Kilfree      | Cochrane & Sons              | 11. Mai 1918       | 1918              | 21. Februar 1920 verkauft an Thornycroft als Porthminster; |
| Kilfullert   | Smiths Dock Company          | 15. März 1918      | 1918              | 14. Februar 1920 verkauft an Robinson, Brown & Co. als Wearhome; |
| Kilgarvin    | Smiths Dock Company          | 25. Juli 1918      | 1918              | 14. Februar 1920 verkauft an Robinson, Brown & Co. als Heather King; |
| Kilgobnet    | Smiths Dock Company          | 14. Dezember 1917  | 1918              | 14. Februar 1920 verkauft an Robinson, Brown & Co. als Maxton; |
| Kilham       | Smiths Dock Company          | 10. Juni 1918      | 1918              | 14. Februar 1920 verkauft an Robinson, Brown & Co. als Easterner; |
| Kilkeel      | Smiths Dock Company          | 27. März 1918      | 1918              | 14. Februar 1920 verkauft; an Robinson, Brown & Co. als Falconer;1929 port. Catalina, 1942 von U 203 versenkt; |
| Killena      | Smiths Dock Company          | 9. Juli 1918       | 1918              | 14. Februar 1920 verkauft an Robinson, Brown & Co. als Edwin Douglas; |
| Killerig     | Smiths Dock Company          | 9. Juli 1918       | 1918              | November 1920 verkauft an Swan Hunter als Rettungsschlepper Killerig; |
| Killeney     | Smiths Dock Company          | 29. Juli 1918      | 1918              | 14. Februar 1920 verkauft an Robinson, Brown & Co. als Thropton; |
| Killour      | Smiths Dock Company          | 9. August 1918     | 1918              | 14. Februar 1920 verkauft als Narworlh; |
| Killowen     | Smiths Dock Company          | 6. September 1918  | 1918              | 14. Februar 1920 verkauft an Robinson, Brown & Co. als Curler; |
| Kilybegs     | Smiths Dock Company          | 7. September 1918  | 1918              | 14. Februar 1920 verkauft an Robinson, Brown & Co. als Alwinton; |
| Killygordon  | Smiths Dock Company          | 10. Oktober 1918   | 1918              | 14. Februar 1920 verkauft an Robinson, Brown & Co. als Homeford; 1920 weiterverkauft an Homeland Co., 1927 und 1946 Weiterverkäufe: Laeveld; 1951, 1952 Weiterverkäufe: panam. Eleoussa, 1958 griech. Panaghia Tinou, 1961 Panaghia Odohitriam 1963 Panagia Tinou, 1964 bei Triest gestrandet; |
| Kilmalcolm   | Smiths Dock Company          | 3. Oktober 1918    | 1918              | 14. Februar 1920 verkauft an Robinson, Brown & Co. als Nigretta; |
| Kilmacrennan | Smiths Dock Company          | 5. November 1918   | 1918              | 14. Februar 1920 verkauft an Robinson, Brown & Co. als Seghill; |
| Kilmaine     | Smiths Dock Company          | 5. November 1918   | 1918              | 14. Februar 1920 verkauft an Robinson, Brown & Co. als Crofter; |
| Kilmallock   | Smiths Dock Company          | 4. Dezember 1918   | 1919              | 14. Februar 1920 verkauft an L. Gueret als Mallock; |
| Kilmanahan   | Smiths Dock Company          | 17. Dezember 1918  | 1919              | 14. Februar 1920 verkauft an L. Gueret als Manahan; |
| Kilmarnock   | 31. März Smiths Dock Company | 1931. März 1919    | 1919              | 14. Februar 1920 verkauft an L. Gueret weiterhin als Kilmarnock, später Chelsea; 1928 von Richard Evelyn Byrd für seine erste Antarktis-Expedition gekauft: Eleanor Bolling; 1930 und erneut 1933 verkauft: Vamar; 1942 mit einer Ladung Holz für Kuba vor Florida gesunken;                   |
| Killmartin   | Smiths Dock Company          | 31. März 1919      | 1919              | 14. Februar 1920 verkauft an L. Gueret als Mandrake, 4. Oktober 1939 bis 1945 Wohnschiff Foinavon; |
| Kilmead      | Smiths Dock Company          | 1. Mai 1919        | 1919              | 14. Februar 1920 verkauft an L. Gueret als Mead, 1927 nach Südafrika verkauft, 1942 Kabelleger für die Marine, 1944 HMS Mead, 1946 Rückgabe, 1957 verkauft: Komati, 1960 abgewrackt; |
| Kilmelford   | Smiths Dock Company          | 14. Mai 1919       | 1919              | 14. Februar 1920 verkauft an L. Gueret als Melford; |
| Kilmersdon   | Smiths Dock Company          | 30. Mai 1919       | 1919              | 14. Februar 1920 verkauft an L. Gueret als Mersdon; |
| Kilmington   | Smiths Dock Company          | 30. Mai 1919       | 1919              | 14. Februar 1920 verkauft an L. Gueret als Mington; |
| Kilmore      | Smiths Dock Company          | 17. Juli 1919      | 1919              | 14. Februar 1920 verkauft an L. Gueret weiterhin als Kilmore, später Newtonia; |
| Kilmuckridge | Smiths Dock Company          | 28. Juli 1919      | 1919              | 14. Februar 1920 verkauft an L. Gueret als Newton Bay; |
| Kilmun       | Smiths Dock Company          | 11. Oktober 1919   | 20. Februar 1920  | als Kabelleger für die Royal Navy fertiggestellt; 16. September 1946 ausgemustert und verkauft; umbenannt in Rask, am 31. Januar 1950 abgewrackt; |

Storniert wurde der Bau von 30 weiteren Booten. Von diesen sollte bauen: Cochrane & Sons 14 Schiffe (Kilglass, Kilgowan, Kilkee, Kilkenny, Kilkenzie, Kilkerrin, Kilhampton, Killadoon, Killagon, Kilaloo, Killane, Killarney, Killary, Killegar), Cook, Welton & Gemmell: 10 Schiffe (Kilcolgan, Kilcommon, Kilconnell, Kilcoole, Kilcorney, Kilcot, Kilcreggan, Kilcullen, Kilcurrig, Kildale), Hall, Russell & Company 3 Schiffe (Kilbrittain, Kilby, Kilcar) sowie Hawthorn, Leslie & Company 2 Schiffe (Kilbane, Kilbarchan).